# Yahoo! Screen
L'empresa Yahoo! va executar diversos serveis de vídeo similars. Yahoo! Vídeo, un servei de vídeo, establert el 2006. Més tard, es va eliminar la possibilitat de penjar vídeos, així fent que passés a ser un servei de vídeo a la carta d'una manera més pura; el lloc web es va convertir en un portal de contingut de vídeo seleccionat curosament entre les propietats de Yahoo. El 2011, el servei es va tornar a presentar al públic, però aquest cop sota el nom Yahoo! Screen, interessant-se més pel contingut original i les sèries web. A aquest servei s'hi van afegir les sèris originals de Burning Love, Electric City, Ghost Ghirls, Losing It with John Stamos, Sin City Saints i Other Space. Posteriorment, al 2013 Yahoo! Screen també va adquirir la sitcom Community per una temporada addicional, a causa de la seva cancel·lació per NBC després de la cinquena. El gener de 2016, de la reducció en el seu valor en 42 milions de dolars a causa del baix rendiment del seu contingut original, Yahoo! Screen va tancar. L’agost de 2016, Yahoo! va anunciar una associació amb el servei de subscripció de vídeo a la carta Hulu per traslladar la seva biblioteca al seu successor conegut com Yahoo! View. Yahoo! View va oferir en streaming episodis recents de sèries de televisió de les cadenes ABC, NBC i Fox dels Estats Units, així com una selecció moderada de programes arxivats de diversos distribuïdors, el conegut com a model " skinny bundle ". Yahoo! View es va donar de baixa el 30 de juny de 2019.

## Història
Es pretenia que Yahoo! Video fos una pàgina web on compartir vídeos en la qual els usuaris poguessin penjar-ne de seus, de manera similar a YouTube. Als inicis del seu llançament, Yahoo! Video va començar esent un motor de cerca de vídeo arreu d'Internet. Posteriorment, al juny de 2006 s'hi va afegir la possibilitat de penjar i compartir clips de vídeo. El febrer de 2008 es redissenyar el lloc web cosa que va fer que es fes més èmfasi en vídeos presentats únicament per Yahoo!, la pròpia pàgina.
El 15 de desembre de 2010, la funció de pujar vídeos originals per part dels usuaris a Yahoo! Video es va eliminar, per així tornar a llançar el servei com a Yahoo! Screen l'any següent. Tot el contingut generat per l'usuari es va eliminar el 15 de març de 2011. El contingut eliminat va ser desat posteriorment per the Archive Team. La renovació de Yahoo! Screen es va llançar l'octubre de 2011, juntament amb 8 programes originals. Yahoo! Stream va estrenar en streaming les tres temporades de la seva sèrie nominada a l'Emmy, Burning Love, que va ser sindicada per emetre's a la televisió normal a través d'E! el 2013.

El 24 d'abril de 2013, Yahoo! va adquirir drets per reproduir contingut de la sèrie de NBC Saturday Night Live, inclosos clips de videos de temporades actuals i passades, imatges d'entre bambalines i altres continguts. Yahoo! té drets internacionals no exclusius sobre el contingut de l'arxiu i drets no exclusius sobre clips de la temporada actual.
El juny de 2014, Yahoo! va anunciar que havia recollit l'antiga sitcom de la NBC Community de per produir la seva sisena temporada, que per tant es va estrenar a través de Yahoo! Screen el 17 de març de 2015. Al cap d'un mes de l'estrena de la temporada de Community, Yahoo! havia estrenat les primeres temporades completes de dues noves sèries originals, Sin City Saints i Other Space, però només estarien disponibles als Estats Units. També el 2014, Yahoo! va ampliar el seu acord de llicència amb Vevo per permetre que el contingut de Vevo (vídeos musicals, concerts, etc.) aparegués a la plataforma. Community en última instància no va ser tan rendible per a l'empresa com esperava, fent que The AV Club culpés l’adquisició per la desaparició eventual de la plataforma.

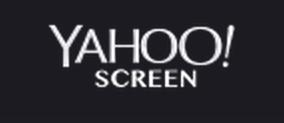
Antic logotip de Yahoo! Screen

El juny de 2015, Yahoo! Screen va guanyar els drets mundials per distribuir el partit de la Sèrie Internacional de la Lliga Nacional de Futbol entre els Buffalo Bills i els Jacksonville Jaguars, que tindria lloc el 25 d'octubre. Va ser el primer partit de la NFL que es va emetre gairebé exclusivament a través d'Internet, sense emissió de televisió fora de Buffalo, Jacksonville i altres mercats internacionals.
El 4 de gener de 2016, després de 42 dòlars milions de sanejaments al tercer trimestre del 2015 com a conseqüència del mal rendiment de Community i les seves tres sèries originals, Yahoo! Screen es va suspendre com a servei d'streaming. El contingut es va re-ubicar als portals rellevants del lloc; en concret, les sèries de televisió originals es van traslladar a la secció "originals" de Yahoo! TV.
El 8 d’agost de 2016, Hulu va anunciar que finalitzaria la seva visualització gratuïta i passaria exclusivament a un servei de subscripció per pagament. Aquell mateix dia, van anunciar una associació amb Yahoo! per difondre el seu servei gratuït de transmissió de vídeo sota demanda, que inclou episodis recents de sèries d’ ABC, NBC i Fox, el nou servei:Yahoo! View . Inclou els cinc episodis més recents de les sèries originals del serveis, mentre que els nous episodis s'afegeixen vuit dies després de la seva emissió original. També s’integra amb Tumblr per poder proporcionar accés als fans en relació als diferents continguts dels seus programes preferits.
Yahoo View va deixar d'operar el 30 de juny de 2019.